# Thayer (Nebraska)
Thayer je selo u američkoj saveznoj državi Nebraska. Prema popisu stanovništva iz 2010. u njemu je živjelo 62 stanovnika.